# Cephalelus linderi
Cephalelus linderi är en insektsart som beskrevs av Lorenzo Prendini 1997. Cephalelus linderi ingår i släktet Cephalelus och familjen dvärgstritar. Inga underarter finns listade i Catalogue of Life.